# كريس روز (رسام)
كريس روز (بالإنجليزية: Chris Rose)‏ هو رسام توضيحي ورسام بريطاني، ولد في 27 أغسطس 1959.

## وصلات خارجية
- الموقع الرسمي